# Gunnar Nordahl
Gunnar Nordahl (19. oktober 1921 – 15. september 1995) var en svensk fodboldspiller og træner, der primært spillede for IFK Norrköping i hjemlandet, samt A.C. Milan og A.S. Roma i Italien. Han var som angriber på det svenske landshold med til at vinde guld ved OL i 1948 i London. Han scorede tre mål i OL-turneringen.
I alt nåede Nordahl, mellem 1940 og 1948 at spille 33 landskampe og score hele 43 mål for svenskerne. Han var en del af den kendte Gre-No-Li trio af angribere for A.C. Milan og Sveriges landshold sammen med Gunnar Gren og Nils Liedholm. Han er den næstmest scorende spiller i Serie A's historie, og den mest scorende spiller nogensinde for A.C. Milan. Han havde fire brødre, der også var fodboldspillere, ligesom sønnen Thomas Nordahl også har spillet for det svenske landshold. Brødrene Bertil og Knut Nordahl var som Gunnar også med til at vinde OL-guld 1948.
I 1947 blev Nordahl kåret til Årets fodboldspiller i Sverige.
Nordahl fungerede i en årrække efter sit karrierestop som træner, og stod blandt andet i spidsen for sine gamle klubber IFK Norrköping og A.S. Roma, samt for AIK.